# Gele wortelbekerzwam
De gele wortelbekerzwam (Sowerbyella radiculata) is een schimmel behorend tot de familie Pyronemataceae. Hij groeit in loof- of naaldbos, in de duinen en het binnenland. Hij groeit meestal op grond in groepjes bij naaldbomen. 

## Kenmerken

### Uiterlijke kenmerken
Het vruchtlichaam heeft een diameter tot 50 mm en is onregelmatig golvend en bekervormig. De binnenzijde is wasachtig met plooien. De buitenzijde is mat, enigszins korrelig. De rand is sterk ingebogen en wordt later uitgespreid. Het hecht met een steelachtige, wortelende uitstulping aan het substraat. 

### Microscopische kenmerken
De asci zijn achtsporig en meten 190-230 × 10x11 µm. De ascosporen zijn kleurloos, elliptisch met ornamentatie van wratjes. De sporenmaat is 13-15 × 6,5-7,5 µm.

## Verspreiding
Gele wortelbekerzwam komt in Nederland vrij zeldzaam voor. Hij is bedreigd en staat op de rode lijst in de categorie 'gevoelig'.